# Anik F2
Anik F2 ist ein Satellit der Anik-Reihe und war zu seiner Startzeit der größte kommerzielle Kommunikationssatellit, der in den Geotransferorbit gebracht wurde. Erst der Satellit Inmarsat 4-F1, der fast ein Jahr später gestartet wurde, übertraf ihn in seiner Masse.
Der kanadische Satellit wurde in der Nacht zum 18. Juli 2004 mit einer Trägerrakete vom Typ Ariane 5G+ in den Geotransferorbit befördert und erreichte später mit eigenen Triebwerken seine geostationäre Position auf 111,1° West.
Anik F2 stellt Kapazitäten für Internet-Hochgeschwindigkeitsverbindungen in Nordamerika zur Verfügung. Der Satellit wiegt 5950 kg und war für eine Betriebszeit von 15 Jahren ausgelegt. Er basiert auf dem Satellitenbus Boeing 702 und wird von Telesat Canada betrieben.

## Empfang
Der Satellit kann in Nordamerika empfangen werden. Die Übertragung erfolgt im C-, Ku- und Ka-Band.